# Казначейство Украины
Государственная казначейская служба Украины — государственный орган исполнительной власти, осуществляющий в соответствии с законодательством Украины правоприменительные функции по обеспечению исполнения бюджета, кассовому обслуживанию исполнения бюджетов бюджетной системы Украины, предварительному и текущему контролю за ведением операций со средствами государственного бюджета главными распорядителями, распорядителями и получателями средств государственного бюджета. Находится в ведении Министерства финансов Украины. Украина также является членом международной ассоциации казначейских органов.